# Aage van Denemarken

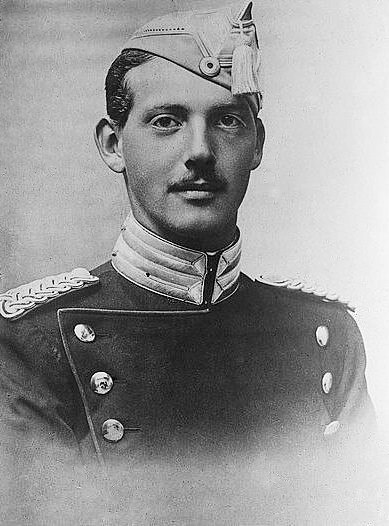
Prins Aage in 1912

Aage Christiaan Alexander Robert van Denemarken (Kopenhagen, 10 juni 1887 - Taza, 17 februari 1940), was een Deense prins uit het huis Sleeswijk-Holstein-Sonderburg-Glücksburg.
Hij was de oudste zoon van prins Waldemar van Denemarken en Marie van Bourbon-Orléans. 
In 1909 trad Aage toe tot het Deense leger. In de Eerste Wereldoorlog diende hij als luitenant, onder meer in Italië. In 1922 kreeg hij toestemming van zijn vader om toe te treden tot het Frans Vreemdelingenlegioen. Bij dat legioen nam hij - als kapitein - deel aan de Rif-oorlog in Marokko. Hij ontving het Franse Croix de guerre, naar aanleiding van zijn inspanningen daar. Hij verbleef zeventien jaar in het legioen en werd ook nog onderscheiden met een orde in de Franse Legioen van Eer.
In 1940 stierf hij in Marokko, maar hij werd - in eerste instantie - begraven in Sidi-bel-Abbès, in Algerije.
In 1962 werd zijn lichaam, tezamen met dat van drie andere soldaten, herbegraven in de Franse plaats Puyloubier. 
Aage trouwde op 17 januari 1914 in Turijn met Mathilde Calvi, gravin van Bergolo. Het paar kreeg één zoon:
- Waldemar Alexander van Denemarken (3 januari 1915-1 april 1995)